# Willem van Radelant
Willem (van) Radelant ook wel Wilhelmus Radelantius (Eemnes-Binnen, 1538 - Utrecht, 1612) was rechtsgeleerde aan het Hof van Utrecht tijdens de Unie van Utrecht.
Radelant studeerde rechten in Leuven en Doornik en werd vervolgens pedagoog van de heer van Rheede en deken van Moerendaal. Hierna werd hij advocaat in Utrecht. Willem werd in 1579 aangesteld als eerste secretaris van de Unie van Utrecht. In 1580 werd hij raadslid in het Hof van Utrecht. In 1595 werd in een commissie met Hermannus Winhoff aangesteld door de Staten-Generaal om te beslissen in de geschillen tussen de stad Groningen en de Ommelanden. Op 8 juni 1598 werd hij benoemd tot president van het Hof. Hij zou die post vervullen tot 29 mei 1611, toen hij om politieke redenen werd afgezet.

## Familie
Willem was getrouwd met Aleid van Hinderstein. Hun zoon Jan van Radelant was kanunnik. Zijn zoon en naamgenoot was sinds 1575 advocaat in Utrecht en promoveerde in 1597 onder Everard Bronchorst.

## Divisiones curiae Provincialis Trajectinae
Tijdens zijn leven verscheen geen werk van zijn hand, maar postuum verscheen: Decisiones Posthumae Curiae Provincialis Traiectinae, per celeberrimum Jurisconsultum D. Wilhelmum Radelantium ejusdem Curiae quondam Praesidem collectae (Traj. 1637), een verzameling van 126 beslissingen uit de tijd dat Radelant werkte aan het Utrechtse Hof. Deze gebundelde rechtspraak schreef Radelant voor eigen gebruik en bevat veel aantekeningen voor eigen archief.

## Gedenksteen
Willem van Radelant overleed op 73-jarige leeftijd en werd begraven in de kapel van het Magdalenaklooster (Magdalenaconvent) in Utrecht. Deze kapel werd in 1679 afgebroken. Van Radelant was ook Latijns dichter. Zijn weduwe liet (waarschijnlijk) in de Sint Pieterskerk in Utrecht een gedenksteen oprichten, met een grafschrift in Latijnse verzen. De vertaling daarvan is Ter herinnering. Bij de dood van Willem van Radelant, in dit graf. O nee, hij ligt daar niet, want kort geleden js zijn geest vrijgemaakt, en vliegt door hemelstreken, zeker van een eeuwigdurend leven. Aleidis van Hinderstein, zijn echtgenote, en zijn zoon Jan van Radelant, hebben voor hun dierbare man en liefdevolle vader, tot herinnering aan de overledene en tot troost in hun rouw, in diepe droefheid deze steen geplaatst. Wil lezet goed bidden voor de ziel.

## Wapenbord
Zijn wapen bevat twee ringen, een balk en lelie van zilver op rood. Dit hing lange tijd in het koor van de kerk van Binnendijk in Eemnes. Hieronder stond zijn lijfspreuk Virtus repulsae nescia sordidae. (Horatius: Odes, III., 2, 17.)